# Haplopelma albostriatum
Haplopelma albostriatum är en spindelart som först beskrevs av Simon 1886.  Haplopelma albostriatum ingår i släktet Haplopelma och familjen fågelspindlar. Inga underarter finns listade i Catalogue of Life.